# 马朝选私邸
马朝选私邸，位于中国青海省贵德县河阴镇城关村，为青海省贵德县县级文物保护单位，公布日期为2001年2月19日，类型为近现代重要史迹及代表性建筑。
马朝选私邸的历史年代为民国时期。